# Dimitri van Toren
Dimitri van Toren (Breda (Països Baixos), 16 de desembre de 1940) és un cantant neerlandès.

## Discografia
- Zullen we dansen of hard Weglopen
- Scene rustique
- He, kom Aan